# Урбан, Фридрих Юлиус
Фридрих Юлиус Урбан (нем. Friedrich Julius Urban; 23 декабря 1838, Берлин — 17 июля 1918, Берлин) — немецкий композитор и музыкальный педагог. Брат Генриха Урбана.
В детские годы пел в хоре Берлинского кафедрального собора, в составе которого выступал как солист во многих городах Германии и в ходе гастролей 1850 года в Лондоне. Затем учился игре на скрипке у Хуберта Риса, контрапункту у Эдуарда Греля, как вокалист совершенствовался под руководством Эдуарда Мантиуса и хормейстера Берлинской придворной оперы Йозефа Эльслера (1800—1872).
С 1860 года работал в Берлине как вокальный педагог. В 1862 году получил от герцога Эрнста I Саксен-Альтенбургского медаль искусства и науки. В 1876 году выпустил первое издание своего учебника «Искусство пения» (нем. Die Kunst des Gesanges), в дальнейшем многократно переиздававшегося. Автор отдельных вокальных композиций, из которых наибольшую известность приобрела «Песнь тростника» (нем. Schilflied) Op. 12 (на стихи Николауса Ленау).